# Chloridolum paralleloelongatum
Chloridolum paralleloelongatum là một loài bọ cánh cứng trong họ Cerambycidae.